# ルートヴィヒ・ルドルフ (ブラウンシュヴァイク＝ヴォルフェンビュッテル公)
ルートヴィヒ・ルドルフ（Ludwig Rudolf, 1671年6月22日 – 1735年3月1日）は、ブラウンシュヴァイク＝リューネブルク公の一人で、ヴォルフェンビュッテル侯（在位：1731年 - 1735年）。アントン・ウルリヒの末息子。アウグスト・ヴィルヘルムの弟。

## 生涯
ブラウンシュヴァイク＝ヴォルフェンビュッテル公アントン・ウルリヒと妻エリーザベト・ユリアーネ（シュレースヴィヒ＝ホルシュタイン＝ゾンダーブルク＝ノルブルク公女）の末息子として、1671年7月22日に生まれた。
1685年から1687年まで家庭教師同伴でイタリア、フランス、オランダを旅した後、ポーランド王ヤン3世ソビェスキの下でポーランド王軍に従軍したが、すぐに神聖ローマ帝国軍に移った。帝国軍は大同盟戦争の最中であり、ルートヴィヒ・ルドルフは勇猛に戦い、1690年のフルーリュスの戦いで捕虜にされたのち短期間で釈放された。
16世紀のハインリヒ2世以降、歴代ブラウンシュヴァイク＝ヴォルフェンビュッテル公は分割相続を否定したが、ルートヴィヒ・ルドルフは1690年に父アントン・ウルリヒからブランケンブルク伯領の将来での統治権を与えられた。アントン・ウルリヒは1690年1月にもこの相続についてルートヴィヒ・ルドルフの兄たちに同意させた。1704年にブラウンシュヴァイク＝ヴォルフェンビュッテル公ルドルフ・アウグストが死去して、アントン・ウルリヒが単独での統治者になったとき、アントン・ウルリヒはこの分割相続を再確認した。
1707年11月1日、神聖ローマ皇帝ヨーゼフ1世によりブランケンブルク伯領が侯領に昇格した。その後、1714年3月27日にアントン・ウルリヒが死去すると、ルートヴィヒ・ルドルフはブランケンブルク侯領を相続した。
1731年3月23日に兄アウグスト・ヴィルヘルムが死去すると、ルートヴィヒ・ルドルフはヴォルフェンビュッテルも相続した。以降ヴォルフェンビュッテルとブランケンブルクが分離することはなかったが、行政は分割されたままであり、ヴェストファーレン王国に併合された後の1808年にようやく統合された。
ブラウンシュヴァイク＝ヴォルフェンビュッテル侯の治世中、ブラウンシュヴァイクの兵器庫や駐屯兵病院の設立などの改革が始まったが、統治期間が4年と短く、ルートヴィヒ・ルドルフは成果をみることはできなかった。彼は科学、芸術に理解を示すものの、豪奢な生活を送り、『ドイツ人名事典』は改革の功績はルートヴィヒ・ルドルフ自身というよりは大臣に帰すべきとしている。
1735年3月1日に死去したが、男子がなかったため、従弟で末娘アントイネッテ・アマーリエの夫であるフェルディナント・アルブレヒト2世が相続人となった。しかし、同年9月13日にこの娘婿も死去したため、孫のカール1世が後を継いだ。

## 子女

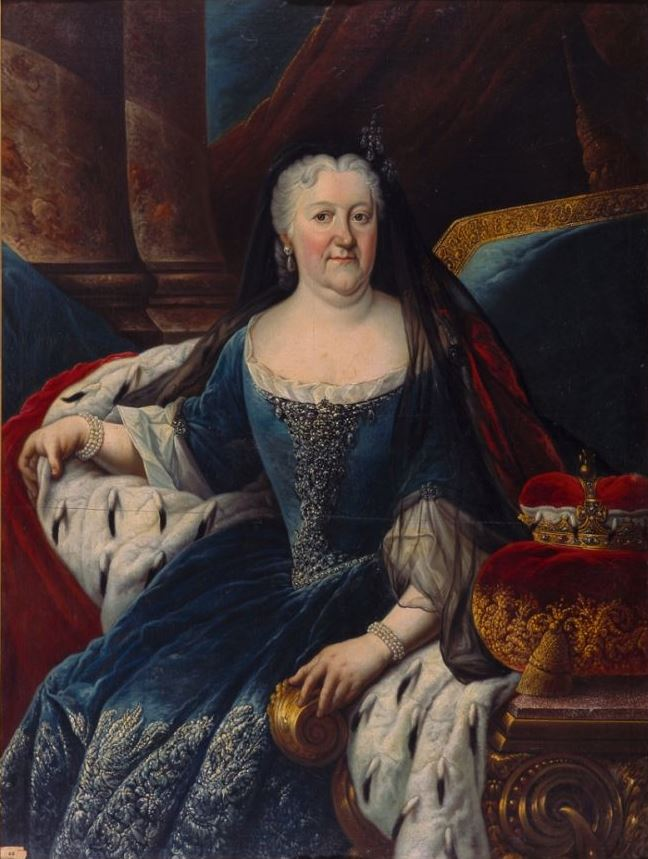
ブラウンシュヴァイク＝ヴォルフェンビュッテル侯爵夫人クリスティーネ・ルイーゼ、ヨハン・コンラート・アイヒラー画。

1690年4月22日、エッティンゲン＝エッティンゲン侯アルブレヒト・エルンスト1世の娘クリスティーネ・ルイーゼ（1747年11月12日没）と結婚した。2人は4女をもうけ、うち1人が夭折した。
- エリーザベト・クリスティーネ（1691年8月28日 – 1750年12月21日） - 1708年8月1日、神聖ローマ皇帝カール6世と結婚。マリア・テレジアの母[1]。
- シャルロッテ・アウグステ（1692年7月23日 – 1692年8月8日） - 夭折[1]
- シャルロッテ・クリスティーネ（1694年8月29日 – 1715年11月1日） - 1711年10月25日、ロシア皇帝ピョートル1世の嫡男アレクセイと結婚。ピョートル2世の母[1]。
- アントイネッテ・アマーリエ（1696年4月22日 – 1762年3月6日[2]） - 1712年10月15日、ブラウンシュヴァイク＝ヴォルフェンビュッテル公フェルディナント・アルブレヒト2世と結婚[1]。